# 土門弘幸
土門 弘幸（どもん ひろゆき、1976年 - ）は、日本のライトノベル作家である。

## 概要
HMV&BOOKS ONLINEのプロフィール欄によれば、土門弘幸は三重県生まれである。
第1回電撃ゲーム小説大賞において応募当時は18歳でありながらも『五霊闘士オーキ伝 五霊闘士現臨!』で大賞を受賞した。のちに第5回電撃ゲーム小説大賞を受賞してデビューを果たした志村一矢は土門の大賞受賞が電撃ゲーム小説大賞への応募を決めた要因の一つだったとインタビューで語っている。

## 書籍化作品
- 『五霊闘士オーキ伝』シリーズ（電撃文庫〈メディアワークス（現: KADOKAWA傘下）〉）[5]
- 『セブンス・ヘヴン』シリーズ（電撃文庫〈メディアワークス（現: KADOKAWA傘下）〉）[6]
- 『ハンドレッドハヴェスタ』シリーズ（電撃文庫〈メディアワークス（現: KADOKAWA傘下）〉）[7]
- 『小説ドラゴンクエストVII エデンの戦士たち』（表紙イラスト: 鳥居大介、スクウェア・エニックス）